# Пенсар
Пенсар (азерб. Pensər, тал. Пенсә) — крупнейшее село Астаринского района Азербайджана, находящееся в 22 км от его административного центра, города Астара. 

## История
Село Пенсар является одним из самых древних сел. Вплоть до конца 19 века село носило название Потесар (Бутасар) — в перев. с перс. Пот (один), сар (глава). В доханский период являлся резиденцией талышских шахов — патсаров. Относился к Ленкоранскому уезду Бакинской губернии. 
Имеются древние курганы Пенсяр и Пирсеидджамал, относящиеся к раннему бронзовому веку (вторая половина  IV–III тысячелетие до н.э. и кладбище средних веков).
Оно раскинулось прямо в предгорьях Талыша. Расположено село на автодороге Баку—Астара, в 318 км к югу от Баку. В пределах села протекает река Пенсар.

### Этимология
Название села происходит от двух талышских слов — «пеня» (высокий, выше) и «сар» (голова).

## Культура

### Музыка
Село славится тем, что тут впервые прозвучал популярный национальный свадебный марш, ныне распространённый по всему Азербайджану Вагзалы. Он прозвучало в честь возвращения талышского хана из похода. Разгневанный захватом Гиляна, Мир Мустафа-хан вернулся в Иран, разбил и победил войско Каджаров.

Дочь Мир Мустафы, Гамартач-ханум в своём дневнике пишет: 
«Близкие родственники отца, семья и талышское население ждали его в селе Хани Бутасар (Пенсар) в саду. Из-за начавшегося дождя, все деревья в саду покрыли коврами и образовался своеобразный большой зал. Отец Мир Мустафа пригласил в зал музыкантов из Шемахи. Музыканты исполняют и посвящают Хану, нигде ранее не звучавшую, похожую на марш музыку. В этот момент, моя тетя (сестра отца), пританцовывая подошла к отцу и встретила его».

### Школы
В селе функционируют две школы. Одна из школ была построена в начале 20 века и названа в честь Мирза Фатали Ахундова — азербайджанского писателя, основоположника литературной критики в азербайджанской литературе.

### Мечети
В селе имеется ряд архитектурных памятников, охраняемым государством: мечеть Джаханбахыш, мечеть Гаджи Теймура, хамам (баня) Гаджи Абуталыба, первое здание средней школы.
Мечеть Гаджи Джаханбахыш построена в XIX веке. По планировочной структуре мечеть представляет собой однозальное молельное помещение, с длиной и шириной равными  соответственно 18,2 и 7,5 м. Толщина наружных стен  0,7м. Асимметричный главный фасад свидетельствует о том, что часть мечети была перестроена. Это также можно утверждать на основании того, что размер проема окна на предполагаемом перестроенном месте отличается и равен 1,2×2,2 м, в то время как остальные проемы имеют размер 2,8×0,3 м. Мечеть построена из красного кирпича, несущие конструкции кровли, двери и окна сделаны из древесины. Двери украшены резьбой, окна шебеке. Во дворе мечети  имеется вспомогательное сооружение–хусейниййе (мест о, для проведения мероприятий в месяц Мухаррам), выполненное в идентичном  стиле с основным зданием. На  главном фасаде мечети построены два козырька, кровля которых отличается от кровли самого здания. Состояние мечети удовлетворительное.
Мечеть Гаджи Теймура также построена в XIX веке. Но эта мечеть отличается от других намного большей площадью. По планировочной структуре мечеть представляет собой однозальное молельное помещение, с длиной и шириной равными 21,6 и 7,6м. Высота зала составляет 4,35 м, что позволило отделённую часть разделить на 2 яруса. Толщина наружных стен составляет 1,1 м. Мечеть построена из красного кирпича, несущие конструкции кровли, перекрытие между ярусами, двери, окна сделаны из древесины, кровля из черепицы. Двери украшены резьбой, окна шебеке. У здания мечети построен минарет с отдельным входом. Фасады  здания  и  минареты  украшены декоративной кирпичной кладкой. Мечеть находится в удовлетворительном состоянии и не требует реставрационных работ.

### Достопримечательности
Некоторые из историко-архитектурных памятников находящихсяи в селе Пенсар:
- Баня Мешеди Абуталыба
- Кирпичная печь.

Житель села при копания ямы для посадки дерева во дворе дома обнаружил кирпичную печь, отнесённую учёными к началу 19 века. В годы репрессий печь была надёжно укрыта под землёй и о её местонахождении до настоящего времени не было ничего известно. Оказалось, кирпичами, обожжёнными в этой печи, были выложены стены мечети, построенной на личные средства хаджи Теймура в XIX веке. Его сын хаджи Осман использовал кирпичи при строительстве в 1912 году здания первой в Астаре русско-татарской школы.
Оба старинных строения — и мечеть «Хаджи Теймур» и первый очаг образования — здание русско-татарской школы сегодня охраняются государством как памятники культуры местного значения.
Пенсар — единственное место в Азербайджане, где изготавливают наземные тандыры — национальные глиняные печи для выпекания хлеба.

## Население
По данным списков населённых мест Бакинской губернии от 1870 года, составленных по сведения камерального описания губернии с 1859 по 1864 гг., в селении Пенсар Ленкоранского уезда было 203 двора с населением 1240 человек, состоящее из талышей-шиитов. Исходя из переписи населения, проведённого русскими в 1859-1864 годах, село Пенсар является третьим по количеству населения в Ленкоранском уезде, уступая городу Ленкорань и селу Борадигях.
Согласно сборника сведений о Кавказе под редакцией Н. Зейдлица 1879 года, в селе Пенсар было 268 дворов с населением 1803 человека, народность — талыши, по вере — мусульмане-шииты. В деревне располагалось 2 мечети.
По сборнику сведений по Бакинской губернии 1911 года село Пенсар (Бутасар) имело 282 двора с население 3864 человека, по национальности — талыши. Село Пенсар находилось в Бутасарском обществе, Ленкоранского полицейского участка, Ленкоранского уезда.
По данным «Кавказского календаря» на 1915 год в село Пенсар проживало 1834 человека, народность - талыши. 
| 1870 | 1879 | 1911 | 1915 | 1970 | 2011 |
| ---- | ---- | ---- | ---- | ---- | ---- |
| 1240 | 1803 | 3864 | 1834 | 3104 | 5300 |

### Известные уроженцы
Зульфугар Ахмедзаде (1898—1942) — талышский поэт, один из первых переводчиков на талышский язык произведений классиков мировой литературы.